# Zaglyptogastra rhadamanthus
Zaglyptogastra rhadamanthus är en stekelart som först beskrevs av Charles Thomas Brues 1924.  Zaglyptogastra rhadamanthus ingår i släktet Zaglyptogastra och familjen bracksteklar. Inga underarter finns listade i Catalogue of Life.